# Békéscsabai Médiacentrum
A Békéscsabai Médiacentrum egy több média-egységet egymás mellett működtető, száz százalékban önkormányzati tulajdonú médium. A médiacentrum része az 1991 óta megjelenő városi újság, a Csabai Mérleg, amely 28 ezer háztartásba jut el, a közszolgálati tartalommal működő 7.Tv és a behir.hu hírportál. E három médium egységes, integrált szervezetet képez. A médiacentrum kiemelten foglalkozik a békéscsabai és a Békés vármegyei eseményekkel, mind a három platformján exkluzív, friss hírekkel, információkkal látja el a nézőket, olvasókat.

## Története
A Békéscsabai Médiacentrum Kft.-t Békéscsaba Megyei Jogú Város Önkormányzatának Közgyűlése 2015 április 22.-én hozta létre. Célja Békéscsaba és térsége lakosságának átfogó, sokrétű, egységes, közszolgálatiságot biztosító tájékoztatása. A médiacentrum immár nyolcadik éve beszámol Békéscsaba és Békés vármegye legfontosabb politikai, gazdasági közéleti és sport eseményeiről, emellett aktívan támogatja a városi, megyei rendezvények, kiállítások, koncertek, színházi darabok népszerűsítését, erőteljes támogatást nyújtva Békéscsaba valamennyi kulturális, közművelődési intézménye, alkotóműhelye számára.
A kultúra területén a cég nemcsak közvetítőként van jelen, hanem aktív szerepet is játszik, hiszen rendezett már szabadtéri kiállítást az 1956-os forradalom kitörésének 60. évfordulója alkalmából, filmklubbot indított, készített dokumentumfilmet Munkácsy Mihályról a festőművész nevét viselő múzeum közreműködésével, valamint a neves alkotót népszerűsítő Munkácsy Negyed projekt részeként városszerte helyeztetett el óriásplakátokat, valamint saját tárlatot is létrehozott munkatársai közreműködésével. A szerkesztőség munkatársai emellett rendszeresen részt vesznek a Békéscsabai Jókai Színház évente megrendezett 24 órás versmaratonján, melyet a magyar kultúra napján tartanak.
A szerkesztőség városismereti, helytörténeti vetélkedővel igyekszik megismertetni az óvodás, illetve kisiskolás korú gyermekeket Békéscsaba értékeivel, ezért jött létre Berényi-Nagy Péter grafikussal, előadóművésszel közös projektje, a Csabai Kalandozások. A médiacentrum 2017-ben mintaprogramot indított a Békés Megyei Kormányhivatallal, mely révén középiskolásokkal ismertették meg a társadalombiztosítással kapcsolatos alapkérdéseket.
A cég rendszeresen csatlakozik jótékonysági akciókhoz: 2016-ban partnere volt a Jókai színháznak a Kara Tünde gyógyulásáért rendezett gálaműsorban; évek óta gyűjtőpontja Bonnyai Sándor helyi szociális szakember nehézsorsú gyermekek javát szolgáló kezdeményezéseinek, köztük tanszer és karácsonyi ajándék gyűjtéseknek, valamint az utóbbi években közösen szervez adománygyűjtést a Békéscsabai Turisztikai Egyesülettel, a Békéscsabai Városfejlesztési Kft.-vel, a Csabagyöngye Kulturális Központtal, a Békéscsabai Család- és Gyermekjóléti Központ, illetve az Egyensúly AE Egyesülettel.
A társadalmi felelősségvállalás jegyében a szerkesztőség tagjai igyekeznek példát mutatni, így egy tucat fát ültettek el, illetve gondoznak azóta is Békéscsabán.

## Egységei

### Csabai Mérleg
A Békéscsabai Médiacentrum indulásától kezdve gondozza a Csabai Mérleg című lapot, mely 1991. október 2-án jelent meg Heti Mérleg címmel, a Csabai Hírmondó utódaként. Kezdetben 20 ezer, ma már 28 ezer példányban jut el ingyenesen minden békéscsabai háztartásba.
A Mérleg szerves része 2017-től a Békéscsabai találkozások című 8 oldalas, kulturális tematikájú melléklet. A rovat fontos szerepet tölt be a helyi kulturális értékek közvetítésében, a városban működő kulturális intézmények, szerzők alkotók, művészek bemutatásában.
A Csabai Mérleget a városban sokan ismerik "sárga újságként", ugyanis cím- és hátlapját jellegzetes, sárga színű papírra nyomtatják.

### Behir.hu
A médiacentrum másik pillére, a behir.hu hírportál, mely mára Békés megye második legnagyobb látogatottságú weboldala lett. A térségben egyedüliként kiemelt szerepet kap a közéleti hírek mellett a kultúra közvetítése. Szintén egyedülálló a napi szinten aktualizált programajánló, mely a városlakók mellett az idelátogató turistáknak is kulturális adatbázist nyújt.

#### Rovatok
- Friss hírek
- Önkormányzati hírek
- Itthon
- Gazdaság
- Kultúra
- Sport
- Világ
- Programajánló
- Publicisztika

### 7.TV
Békés megye minden településén, valamennyi kábelszolgáltatónál elérhető a 7.TV körzeti televízió, amely többször bebizonyította, hogy fontos értékteremtő és értékmegőrző tevékenységet végez: minden nemzeti ünnepünk alkalmával élő közvetítéssel juttatják el a megemlékezéseket, díjátadókat a  csabai háztartásokba és közösségi oldalaikon keresztül a már nem itt élő, de Békéscsaba köz- és kulturális életére kíváncsi egykori békéscsabaiakhoz. A 7.Tv az ünnepi hangversenyekről készült felvételekkel, színházi és cirkuszi közvetítésekkel is a kultúra szolgálatában áll.
Fennállása óta a 7.Tv-n mintegy 2600 híradó került adásba, a tévé számos magazinműsorral jelentkezik hétről hétre a közélet, a politika, a művészet, a vallás és a sport területéről. A szerkesztőség munkatársai 2016 óta az MTVA partnereként a köztelevízió Békés megyei tudósítói, tudósításaik napi szinte láthatók az M1-en, az M4-en, az M5-ön és a Duna Tv-ben.

#### Saját gyártású műsorok
- Híradó/Hírek - napi hírösszefoglaló
- Aktuális - hírháttér műsor
- Művészbejáró - kulturális magazin
- Kezdőkör - heti sportösszefoglaló
- BRSE TV - hírek, érdekességek, kulisszatitkok az Extraligában játszó Békéscsabai Röplabda Sportegyesület csapatáról
- Csabai Forgatag - portréinterjúk békéscsabai, Békés vármegyei kötődésű közéleti szereplőkkel, művészekkel, sportolókkal
- Kikötő - vallási magazin
- Szempont - közéleti, politikai magazin
- Zöld7 - környezetvédelmi műsor

## Elismerések
- 2018 - Helyi érték díj III. helyezése[15] a Zöld7 című magazinért
- 2022 - Békéscsaba Kultúrájáért elismerés[16]
- 2022 - Csabagyöngye Tisztelet Díj[17]

## Forrás
1. ↑  behir.hu: Fényképek, plakátok, röplapok (magyar nyelven). behir.hu. (Hozzáférés: 2023. március 29.)
2. ↑  Folytatódik a Filmklub 1956 rendezvénysorozat (magyar nyelven). behir.hu. (Hozzáférés: 2023. március 29.)
3. ↑  Szembejön Munkácsy a városban (magyar nyelven). behir.hu. (Hozzáférés: 2023. március 29.)
4. ↑  Megnyílt a Békéscsabai Médiacentrum fotókiállítása (magyar nyelven). behir.hu. (Hozzáférés: 2023. március 29.)
5. ↑  Egy nap a versekért - 24 órás versfolyam a Jókai Szalonban (magyar nyelven). behir.hu. (Hozzáférés: 2023. március 29.)
6. ↑  Lezárult a Csabai Kalandozások című játék (magyar nyelven). behir.hu. (Hozzáférés: 2023. március 29.)
7. ↑  A jövő biztonsága (magyar nyelven). behir.hu. (Hozzáférés: 2023. március 29.)
8. ↑  „Tünde, visszavárunk!” (magyar nyelven). behir.hu. (Hozzáférés: 2023. március 29.)
9. ↑  A Békéscsabai Médiacentrum is gyűjt a Karácsonyi Angyaloknak (magyar nyelven). behir.hu. (Hozzáférés: 2023. március 29.)
10. ↑  Attila, Vincze: Közel 500 csomag gyűlt össze a rászoruló gyermekek számára (magyar nyelven). behir.hu. (Hozzáférés: 2023. március 29.)
11. ↑  A Hatvanezer Fa Egyesület tagjaival együtt ültettünk fát az ünnepen (magyar nyelven). behir.hu. (Hozzáférés: 2023. március 29.)
12. ↑  Ha nincs víz, mi viszünk! – Galériával (magyar nyelven). behir.hu. (Hozzáférés: 2023. március 29.)
13. ↑  BEHIR - Békés megyei és békéscsabai hírek (magyar nyelven). behir.hu. (Hozzáférés: 2023. március 29.)
14. ↑  Programajánló | BEHIR - Békés megyei és békéscsabai hírek (magyar nyelven). behir.hu. (Hozzáférés: 2023. március 29.)
15. ↑  Helyi Érték Díj (hu-HU nyelven). Helyi Televíziók Országos Egyesülete. (Hozzáférés: 2023. március 29.)
16. ↑  Békéscsaba kultúrájáért díjátadó a magyar kultúra napja alkalmából - galériával (magyar nyelven). behir.hu. (Hozzáférés: 2023. március 29.)
17. ↑  A Békéscsabai Médiacentrum Csabagyöngye Tisztelet Díjat kapott (magyar nyelven). behir.hu. (Hozzáférés: 2023. március 29.)